# Boeing F/A-18E/F Super Hornet
Boeing F/A-18E/F Super Hornet je dvomotorno večnamensko palubno lovsko letalo ameriškega proizvajalca Boeing. Letalo je zasnovano na lovcu McDonnell Douglas F/A-18 Hornet. Ta je bil priljubljen, imel pa je krajši bojni doseg. Super Hornet je večji, modernejši, ima večji doseg in boljše sposobnosti.
F/A-18E je enosedežni, F/A-18F pa dvosedežni. Super Hornet ima rotirajoči 20 mm top M61 Vulcan. Lahko se ga oboroži z raketami zrak-zrak, zrak-površje in drugimi vodenimi (pametnimi) ali navadnimi bombami. Letalo Super Hornet lahko deluje kot manjši leteči tanker in tako preskrbi druga palubna letala z gorivom.
Letalo je načrtovalo podjetje McDonnell Douglas, ki se je pozneje združilo z Boeingom. Prvič je poletel leta 1995, proizvodnja se je začela septembra 1997, v uporabo pa je vstopil leta 1999. Nadomestil je starejšega Grumman F-14 Tomcata. Poleg Ameriške mornarice ga od decembra 2010 naprej uporabljajo tudi Kraljeve Avstralske sile.
Kljub temu, da ima enako oznako kot McDonnell Douglas F/A-18 Hornet, gre za precej drugačno letalo. Super Hornet ima korenine v projektu Northrop P-530.. Projekt povečanega Horneta se je začel v 1980ih kot Hornet 2000. Imel je večja krila, daljši trup za več goriva in močnejše motorje. 
Super Hornet in Hornet bosta do prihoda F-35C Lightning II glavni ameriški palubni lovski letali.
Podatki iz U.S. Navy fact file,
Splošne karakteristike
- Posadka: F/A-18E: 1, F/A-18F: 2
- Dolžina: 60 ft 1¼ in (18,31 m)
- Razpon kril: 44 ft 8½ in (13,62 m)
- Višina: 16 ft (4,88 m)
- Površina kril: 500 ft² (46,5 m²)
- Teža praznega letala: 32,081 lb (14552 kg)
- Naložena teža: 47000 lb (21320 kg)
- Maks. vzletna teža: 66000 lb (29937 kg)
- Pogon letala: 2 × General Electric F414-GE-400 turbofan
  - Potisk motorjev (suh): 13000 lbf (62,3 kN)  vsak
  - Potisk motorjev z dodatnim zgorevanjem: 22000 lbf (97,9 kN) vsak
- Notranje gorivo: F/A-18E: 14400 lb (6780 kg), F/A-18F: 13550 lb (6354 kg)
- Zunanje gorivo: 5 × 480 galon, skupaj 16380 lb (7381 kg)

 Zmogljivost 
- Maks. hitrost: 1,8 macha (1.190 mph, 1.915 km/h) pri 40.000 ft (12.190 m)
- Doseg: 1.275 nmi (2.346 km) z dvema AIM-9s[3]
- Bojni radij: 390 nmi (449 mi, 722 km) [4]
- Največji doseg: 1 800 nmi (2.070 mi, 3.330 km)
- Višina leta: 50.000+ ft (15.000+ m)
- Hitrost vzpenjanja: 44.882 ft/min[5] (228 m/s)
- Obremenitev kril: 94,0 lb/ft² (459 kg/m²)
- Razmerje potisk/teža: 0,93
- G-obremenitev (načrovana): 7,6 g

Oborožitev

- Strelno orožje: 1× 20 mm (0,787 in) M61 Vulcan Gatlingov top v nosu, 578 nabojev
- Nosilci za orožje: 11 skupaj: 2× na koncih kril, 6× pod krilom, in 3× pod trupom s kapaciteto 17.750 lb (8.050 kg) gorivo in orožje
- Izstrelki: 

  - Rakete zrak-zrak:
    - 4× AIM-9 Sidewinder ali 4× AIM-120 AMRAAM, in
    - 2× AIM-7 Sparrow ali 2× AIM-120 AMRAAM

  - Rakete zrak-površje:
    - AGM-65 Maverick
    - AGM-84H/K Standoff Land Attack Missile Expanded Range (SLAM-ER)
    - AGM-88 HARM Protiradarska raketa
    - AGM-154 Joint Standoff Weapon (JSOW)
    - AGM-158 Joint Air-to-Surface Standoff Missile (JASSM)

  - Protiladijske rakete:
    - AGM-84 Harpoon
    - Long Range Anti-Ship Missile (LRASM), v prihodnosti
- Bombe: 

  - JDAM  (PGMs)
  - Paveway
  - Mk 80 series prostopadajoče bombe
  - CBU-87 Combined Effects Munition
  - CBU-78 Gator
  - CBU-97 Sensor Fuzed Weapon
  - Mk 20 Rockeye II
- Ostalo:
  - Metalec radarskih in IR Vab SUU-42A/A  ali
  - Sistem za elektronsko bojevanje (ECM) ali
  - AN/ASQ-228 ATFLIR ali
  - do 3× 330 galonski (1 200 L) Sargent Fletcher odvrgljivi rezervoarji ali
  - 1× 330 galonski (1 200 L) tank  ali 4× 480 galonski (1 800 L) tank za zračno prečrpavanje goriva

Letalska elektronika

- Hughes APG-73 ali Raytheon APG-79 Radar
- Northrop Grumman/ITT AN/ALE-165 motilnik ali BAE Systems AN/ALE-214 ECM
- Raytheon AN/ALE-50 ali BAE Systems AN/ALE-55
- Northrop Grumman AN/ALR-67(V)3
- MIDS LVT ali MIDS JTRS datalink transceiver